# الداخلة (مدينة)
الداخلة هي مدينة مغربية سياحية وساحلية، تقع بجهة الداخلة وادي الذهب في الأقاليم الجنوبية المغربية، وهي مدينة مشهورة بإستقطاب هواة الرياضات البحرية وتشتهر بالثروة السمكية المتنوعة. تبعد عن مدينة العيون قُرابة 530 كلم، وعن العاصمة الرباط بـ 1700 كلم، ولزيادة التعريف بمدينة الداخلة كوجهة سياحية جديدة تقوم الحكومة المغربية بتنظيم مهرجانات ومنتديات دولية بها، كما أصبحت مدينة الداخلة تحتل مكانة مهمة لكونها تحتضن العديد من القنصليات.

## أصل التسمية
الداخلة شبه جزيرة تمتد داخل البحر بمسافة تناهز الأربعين كلم مما يجعلها عائمة في المحيط ومن هنا جاءت التسمية بالداخلة أي داخل البحر، وتسمى أيضاً بلؤلؤة جنوب المغرب.

## تاريخ

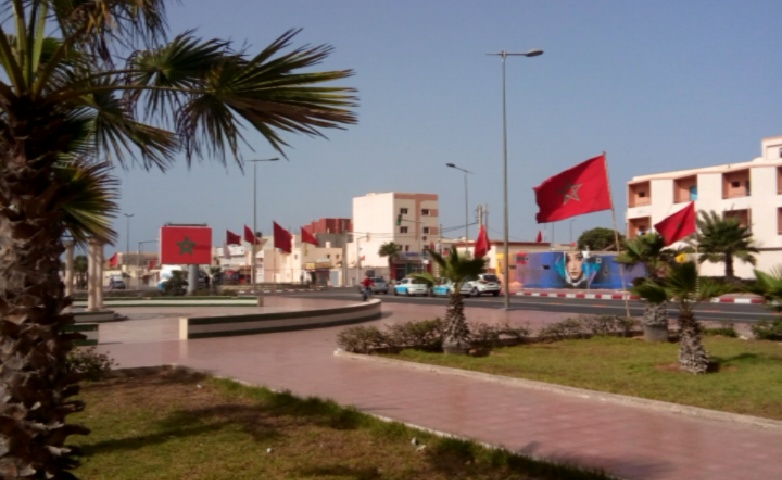
مدينة الداخلة

- يعود تاريخ إنشاء مدينة الداخلة إلى سنة 1884، وكانت وقتها مستعمرة إسبانية، وتحمل اسم «فيلا سيسنيروس»، ويعتقد أن الاسم مُستمد من اسم فرانسيسكو خيمينيز دي سيسنيروس، وهو كاردينال إسباني عاش في القرن السادس عشر ميلادي. وقد استمر الوجود الإسباني في الداخلة إلى غاية 1975، تاريخ إعلان المسيرة الخضراء.
- بعد الانقلاب العسكري في موريتانيا في أبريل 1979، تلقى المغرب عدة تقارير تفيد بخروج موريتانيا من إقليم وادي الذهب وتسليم الجزء التابع لها لجبهة البوليساريو، وفي 3 غشت 1979، وقبل خروج موريتانيا من المنطقة، أرسل الجيش المغربي عدة طائرات عسكرية إلى مطار الداخلة. وفي 5 غشت 1979، إنسحبت موريتانيا بشكل كلي من إقليم وادي الذهب، وفي 11 غشت 1979، قامت البوليساريو بالهجوم على الجيش المغربي في معركة بئر أنزران، وكان الهدف من هذا الهجوم هو محاولة البوليساريو الدخول لإقليم وادي الذهب، وخصوصا المناطق الداخلية. إنتهت المعركة بانتصار المغرب بعد التدخل الجوي للطائرات المقاتلة المغربية.

- في 4 مارس 1980، حل الملك الحسن الثاني بمدينة الداخلة في زيارة رسمية، وعلى غير المعتاد اختار الملك الاحتفال بعيد العرش في مدينة الداخلة. لحماية هذا الحفل قام الجيش المغربي بتحريك قواته الموجودة في منطقة وادي درعة ووجهها للتحرك جنوبا والتمركز في منطقتي كلتة زمور وأوسرد لمنع وصول مقاتلي البوليساريو.[6]

- في 1 نوفمبر 2001، حل الملك محمد السادس لأول مرة بالداخلة منذ توليه العرش، ودشن بها العديد من مشاريع الإسكان والتعمير والطرق والطاقات المتجددة والماء الصالح للشرب، كما قام بزيارة ميناء الداخلة.[7][8]وشرف الملك محمد السادس مدينة الداخلة بزيارة أخرى بتاريخ 5 مارس 2002، حيث ترأس بها مجلسا للوزراء، قبل أن يلقي في اليوم الموالي خطابا بالعيون، أكد فيه أن المغرب لن يتنازل عن شبر واحد من تراب صحرائه، معلنا أيضا عن إحداث وكالة خاصة بتنمية الأقاليم الجنوبية.[9]

- في 8 ماي 2010، تم في مدينة الداخلة حدث صنع أكبر علم للمغرب بمساحة 60 ألف متر مربع ووزن 20 طناً، تزامنا مع عيد ميلاد الأمير مولاي الحسن، وقد تم اعتماد هذا العلم في موسوعة غينيس للأرقام القياسية.[10]

- في أبريل 2014، حل الملك محمد السادس بمدينة الداخلة في زيارة خاصة، وفي فبراير 2016، عاد من جديد الملك محمد السادس لمدينة الداخلة، وأشرف على إطلاق برنامجي تنمية جهتي الداخلة وادي الذهب وكلميم واد نون (2016-2021) في إطار تفعيل النموذج التنموي الجديد للأقاليم الجنوبية.[11][12]

- في سنة 2020، قامت العديد من الدول بفتح قنصليات لها بمدينة الداخلة، بهدف دعم وحدة الأراضي المغربية، والتأكيد على موقفها من مغربية الصحراء، في 7 يناير 2020، قامت غامبيا بفتح قنصلية عامة لها في الداخلة.[13] ثم تبعتها غينيا في 17 يناير 2020 وقامت أيضاً بفتح قنصلية عامة لها في مدينة الداخلة.[14] وفي 28 فبراير 2020 فتحت جيبوتي قنصليتها العامة في الداخلة.[15] ولاحقاً قامت العديد من الدول الأخرى بفتح قنصليات لها أيضاً بمدينة الداخلة، وهذه الدول هي: ليبيريا، غينيا الإستوائية، غينيا بيساو، بوركينافاسو، هايتي، الكونغو الديمقراطية، السينغال.[16]
- في 21 يوليوز 2022، تم تدشين قنصلية التوغو في الداخلة.[17]
- في 14 غشت 2024، دشنت تشاد قنصليتها في الداخلة.[18]

- في أكتوبر 2024، بدأت أشغال تركيب محطة تحلية مياه البحر في مدينة الداخلة، وهي واحدة من أبرز المشاريع الملكية التي تهدف إلى تحقيق التنمية المستدامة في الأقاليم الجنوبية للمملكة. ويندرج المشروع ضمن رؤية تهدف إلى توفير حلول مبتكرة في مجالات المياه والطاقة والزراعة.[19] [20] [21]

## التعليم
قائمة المؤسسات التعليمية في مدينة الداخلة:

### التعليم الإبتدائي
- مدرسة محمد الخامس
- مدرسة عبد الله ولد باهيا
- مدرسة يوسف ابن تاشفين
- مدرسة لكلات
- مدرسة الداخلة
- مدرسة الوحدة
- مدرسة الشهداء
- مدرسة المسيرة الخضراء
- مدرسة .كم
- مدرسة وادي الشياف
- مدرسة أم التونسي
- مدرسة الفضيلة
- مدرسة الشريف الإدريسي
- مدرسة مولاي الحسن
- مدرسة المختار السوسي
- مدرسة المعالي
- مدرسة عبد الكريم الخطابي
- مدرسة ابن منظور
- مدرسة ابن زهر
- مدرسة النهضة

### التعليم الإعدادي
- إعدادية رازي
- إعدادية الفارابي
- إعدادية ابن طفيل
- إعدادية وادي الذهب
- إعدادية النصر
- اعدادية المنار
- إعدادية الحي الجديد

### التعليم الثانوي
- ثانوية الحسن الثاني
- ثانوية الفتح
- ثانوية الإمام مالك
- ثانوية ابن رشد
- الثانوية التقنية للا خديجة
- ثانوية الخليج
- ثانوية محمد السادس

### معاهد التكوين والتعليم العالي
- جامعة محمد السادس للعلوم والصحة
- المدرسة الوطنية للتجارة والتسيير
- المعهد المتخصص للفندقة والسياحة
- المعهد المتخصص للتكنولوجيا التطبيقية
- مركز التأهيل المهني البحري
- مركز التدرج المهني
- المعهد العالي للمهن التمريضية وتقنيات الصحة
- المدرسة العليا للتكنولوجيا
- مركز عقبة بن نافع للأقسام التحضيرية للمدارس العليا

### مدينة المهن والكفاءات
تقدم مدينة المهن والكفاءات في جهة الداخلة وادي الذهب مجموعة واسعة من البرامج التدريبية تشمل 34 تخصصًا، 65% منها تخصصات جديدة، مع التركيز على خمسة قطاعات رئيسية: القطاع الرقمي، الفلاحة، الصناعات الغذائية، التسيير والتجارة، والصيد البحري والنقل واللوجستيك.
تتضمن المدينة مرافق بيداغوجية وسكنية تهدف إلى تعزيز المهارات التقنية والشخصية للمتدربين وتوفير بيئة مريحة لدعم تعلمهم. وتشمل هذه المرافق فضاءات تفاعلية مثل مركز للغات والتطوير الذاتي، مركز للتوجيه المهني، فضاءات الابتكار، حاضنة أعمال، مكتبة وسائطية، وخدمات لدعم ريادة الأعمال والمقاولات، إلى جانب مركز للندوات.

## الرياضة والثقافة

### الرياضة

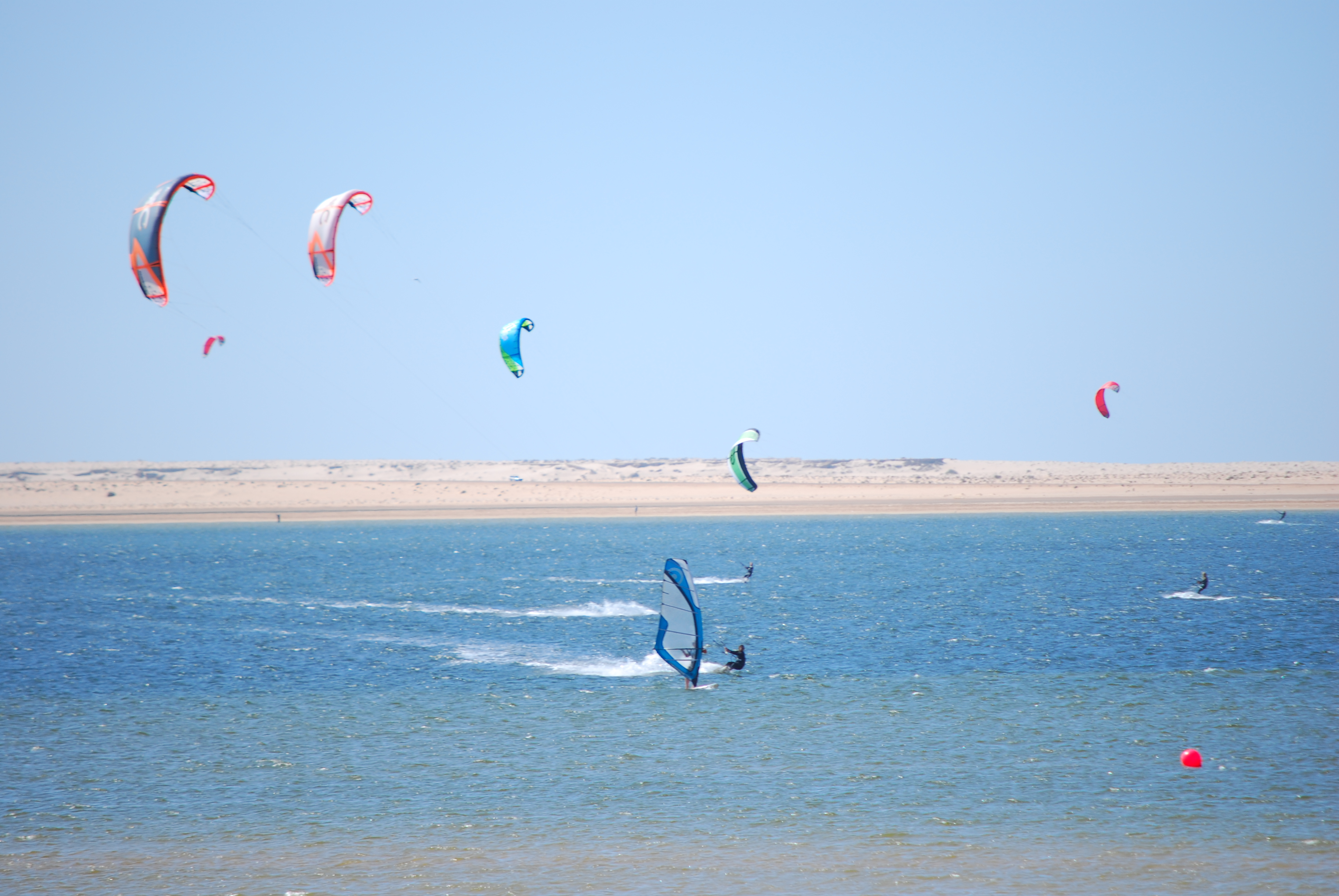
ممارسة الرياضات البحري في مدينة الداخلة

تعتبر مدينة الداخلة وجهة مفضلة للعديد من هواة الرياضات البحرية، بحكم توفر الأجواء المناخية المناسبة لهذا النوع من الرياضات، وتتوفر المدينة على بنيات رياضية جيدة، وقد فازت مؤخراً بجائزة المدينة الرياضية الأورو-متوسطية.
وتتميز مدينة الداخلة، التي تقع في الخليج الذي يحمل نفس الاسم، برياح قوية وطقس مشمس على طول أيام السنة، وهو ما يجعلها قبلة لآلاف الزوار الراغبين في ممارسة أو تعلم مختلف الرياضات البحرية، بمختلف شواطئ المدينة وخصوصا شاطئ فم البوير، الذي يعد أحد أفضل الشواطئ المغربية لممارسة الرياضات البحرية عموما، ورياضة التزحلق على الألواح الطائرة خصوصًا، نظرا لتوفيره للظروف المثالية التي تتطلبها اللعبة (سرعة الرياح وقوة الأمواج).
هذه المكانة المتميزة للداخلة، التي أضحت عامل جذب مهم لمحترفي وهواة رياضات التزحلق على الماء، ترجع بالأساس إلى المؤهلات الطبيعة المواتية التي تزخر بها المدينة لممارسة هذا النوع الرياضي، لاسيما من خلال مناخها المعتدل ورياحها القوية وبنياتها التحتية الملائمة، فضلا عن كرم الضيافة وحرارة الاستقبال لدى الساكنة المحلية. وتروم منافسات رياضات التزحلق على الماء (الكايت سورف، والويند سورف، ومؤخرا الوينغ فويل) اجتذاب فئات واسعة من الرياضيين والسياح لزيارة مدينة الداخلة واكتشاف المناظر الطبيعية المتنوعة والخلابة في مختلف ربوع الصحراء المغربية، وخوض مغامرة استثنائية بين رمال الصحراء وزرقة البحر وهدوء الخليج.
وقد أصبحت مدينة الداخلة تتوفر على مدارس لتلقين مبادئ رياضة “الكايت سورف”، مما ساهم كثيرًا في النهوض برياضات التزحلق على الماء والتشجيع على ممارسة هذا الصنف الرياضي في الداخلة. ومن خلال اقتراحها لدورات في مجال تعلم هذا الصنف الرياضي وتطوير ممارسته، تعمل مدارس الكايت سورف، سواء المقامة في القواعد البحرية أو تلك المتنقلة، على استمالة زبناء يبحثون عن أفضل مكان لتطوير ممارستهم لهذه الرياضة، خاصة وأنها تساهم في تعزيز البنيات التحتية لرياضات التزحلق في الداخلة. ويأتي إنشاء مدارس للكايت سورف داخل المؤسسات الفندقية، بعد انتشار هذا الصنف الرياضي في الداخلة، والذي أصبح متاحا في عدة مواقع، لاسيما في خليج الداخلة وشاطئ فم لبوير. وهكذا، تتوفر كل مدرسة لتعليم رياضة الكايت سورف على مدربين متخصصين ومساعدين يضطلعون بمهمة تأطير وتدريب وتعليم المبتدئين والهواة مبادئ وأسس ممارسة هذه الرياضة، التي أضحت تكتسب حجما متزايدا، بهدف تعميق معارفهم وتعزيز قدراتهم في هذا المجال.
- أكتوبر 2024، تستعد سلطات مدينة الداخلة للبدء في مشروع بناء ملعب جديد، حيث تم تخصيص ميزانية تُقدر بحوالي 231 مليون درهم لهذا المشروع. [25] [19] [26]وسيُقام ملعب الداخلة الجديد على مساحة تبلغ 50 هكتاراً، وبسعة استيعابية تصل إلى 15 ألف مقعد. ومن المتوقع أن تستمر أشغال البناء لمدة 36 شهراً. [25] [19] [26]ويأتي هذا المشروع في إطار الجهود المستمرة لتطوير البنية التحتية الرياضية بالمغرب، ويشكل جزءاً من المشاريع التنموية التي تستهدف الأقاليم الجنوبية. [25] [19] [26]

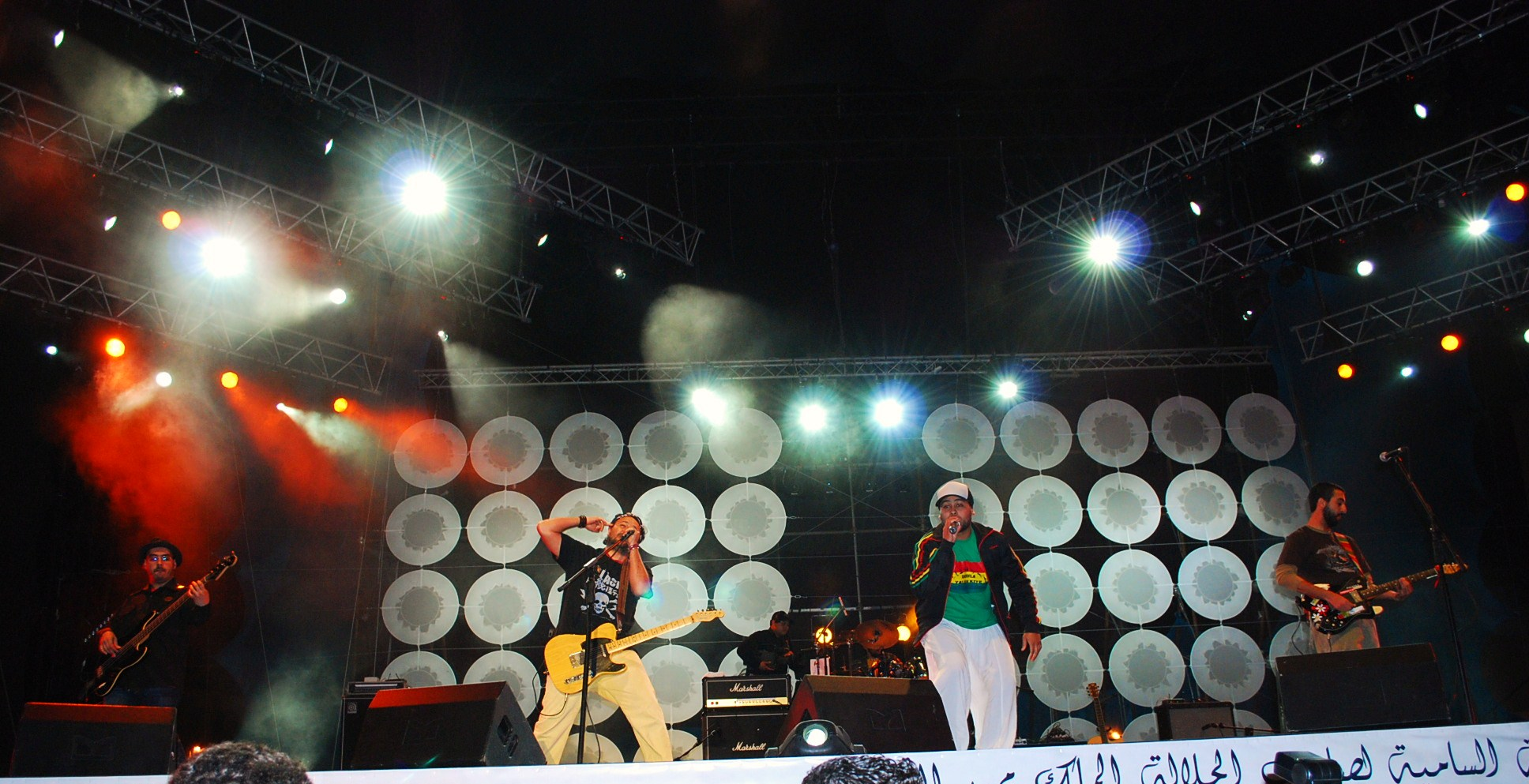
فرقة هوبا هوبا سبيريت في مهرجان الداخلة

### الثقافة
مهرجان الداخلة هو مهرجان مغربي سنوي خاص بالموسيقى العربية والفلكلور الشعبي تحتضنه مدينة الداخلة منذ سنة 2008.

## النقل

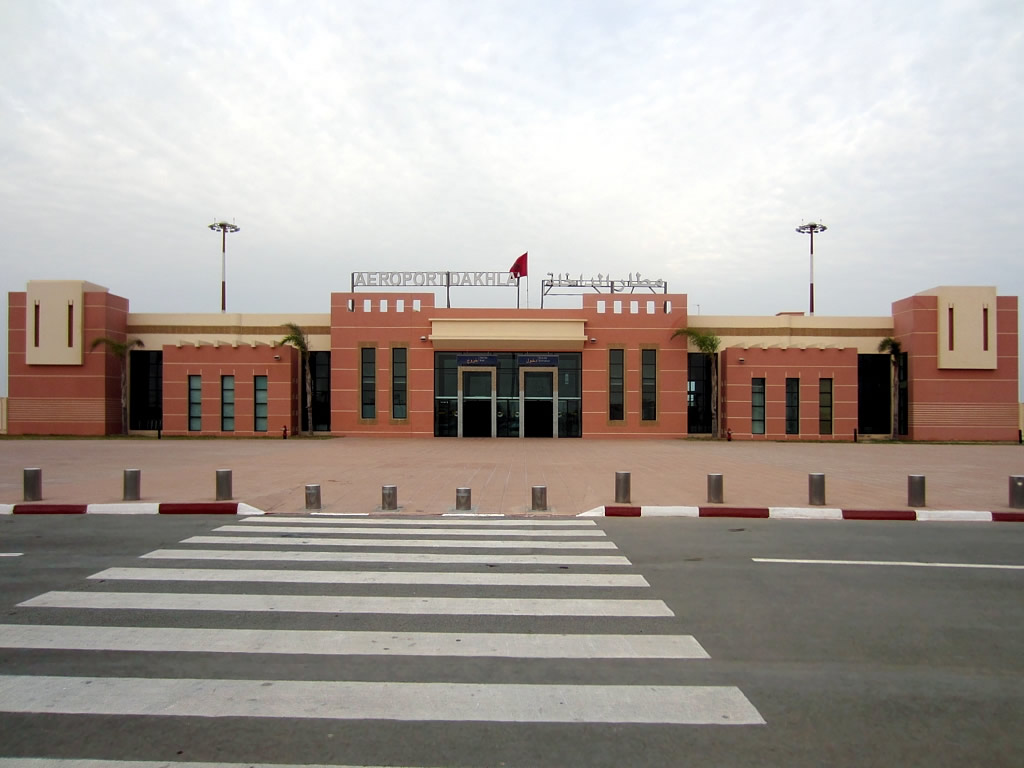
مطار مدينة الداخلة

### النقل الجوي
يتوفر مطار الداخلة على محطة جوية جديدة إفتتحت في سنة 2010 بمعايير دولية من حيث الأمن والجودة وبسعة 330 ألف مسافر سنوياً بعكس المحطة القديمة التي كانت تتوفر على 55 ألف مسافر سنوياً. وقد جاء التحديث والاهتمام بهذا المطار لمواكبة سياسة الحكومة المغربية في تنمية الأقاليم الجنوبية، وتشجيع السياحة بها. ويرتبط المطار برحلات جوية مباشرة داخلية ودولية، كما يتم دعم الرحلات الجوية من طرف مجلس جهة الداخلة وادي الذهب لتخفيض أسعارها.

### النقل الطرقي
يمكن الوصول للداخلة عبر خطوط حافلات مباشرة من المدن الكبيرة كالعيون، كلميم، إنزكان، أكادير، ومراكش. وتعتبر الطريق الوطنية رقم 1 بمثابة الطريق الوحيدة للوصول لمدينة الداخلة.

## الدين

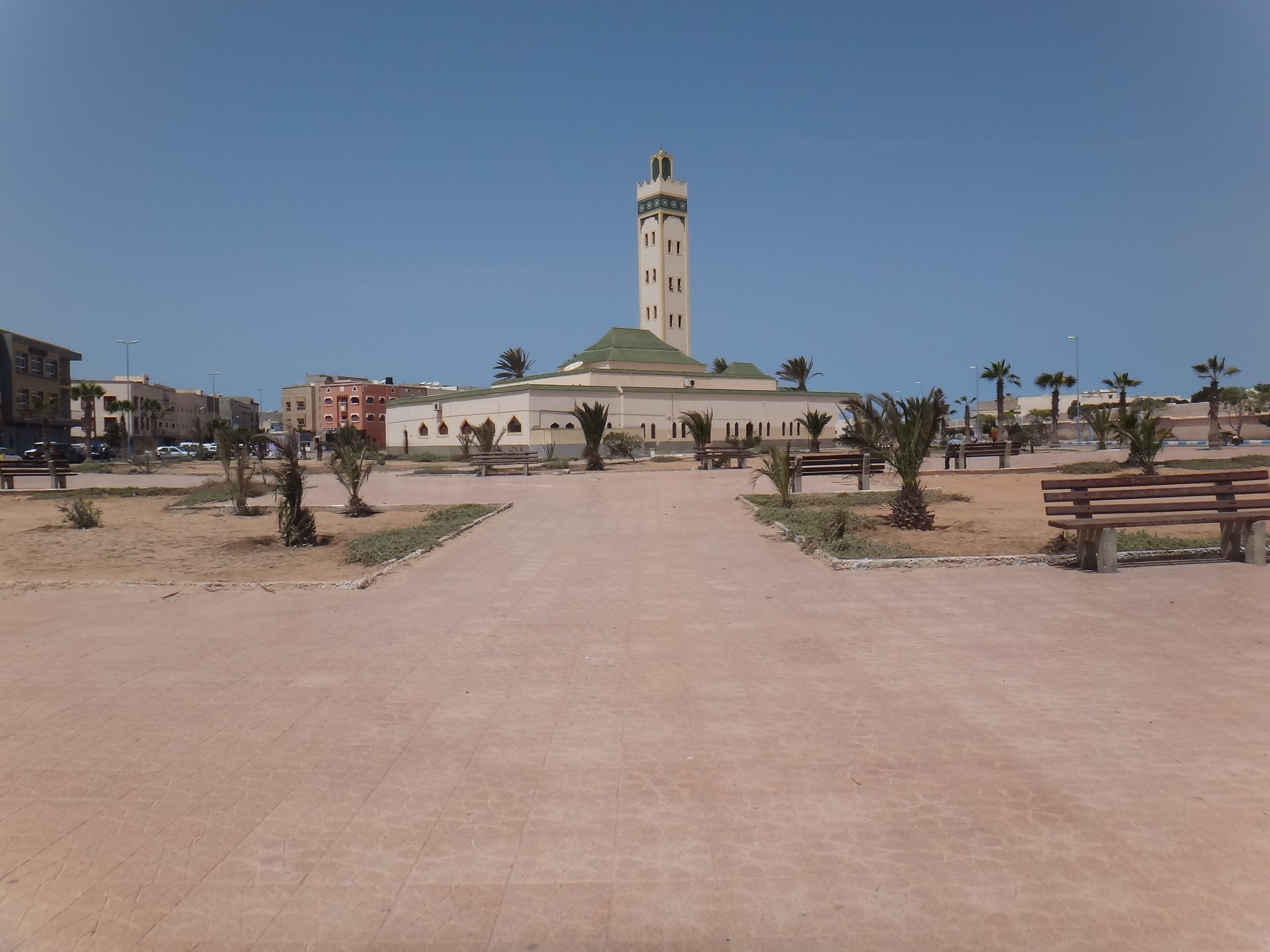
مسجد الدرهم في مدينة الداخلة

يوجد العديد من المساجد في الداخلة، كما تتوفر المدينة على كنسية كاثوليكية يعود تاريخ إنشائها إلى عهد الإستعمار الإسباني.

## السكان
حسب الإحصاء العام للسكان والسكنى لسنة 2014، تضم مدينة الداخلة 277 106 نسمة (469 25 أسرة).
حسب الإحصاء العام للسكان والسكنى لسنة 2024 بلغ عدد ساكنة جهة الداخلة وادي الذهب ما مجموعه 219.965 ضمنهم 5.846 من الأجانب, فيما بلغ عدد الأسر 54.161 أسرة.

## الاقتصاد

### الصيد البحري
يعتمد اقتصاد الداخلة كثيرًا على قطاع الصيد البحري.
تتكون البنية التحتية الخاصة بالصيد البحري في المدينة من: ميناء الداخلة وقرية الصيد لاساركا، بالإضافة إلى ميناء الداخلة الأطلسي الذي يوجد قيد الإنشاء.

## السياحة

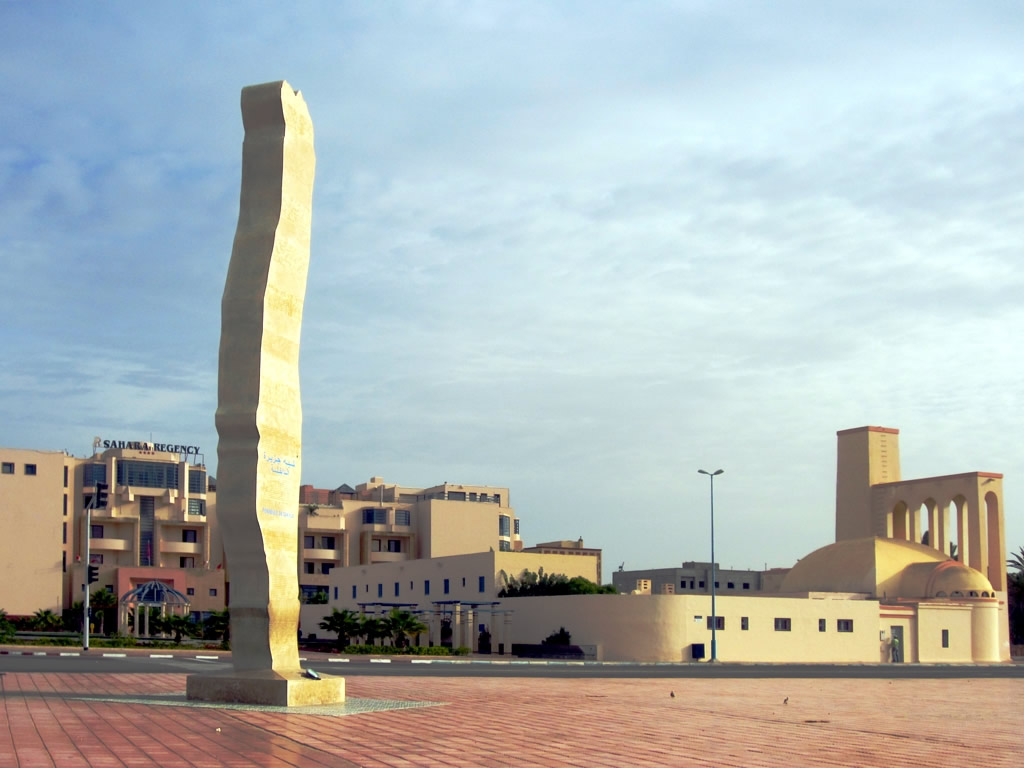
النصب التذكاري شبه جزيرة الداخلة

الداخلة من المدن الناذرة التي يلتقي فيها البحر بالكثبان الرملية مما يجعلها قبلة للسياح خاصة وأن جل أيامها مشمسة إضافة إلى الرياح القوية التي تعرفها هذه المدينة مما يساهم في إستقطاب وجلب السياح الراغبين في ممارسة الرياضات البحرية. وتتوفر المدينة على بنية تحتية مهمة من فنادق ودور ضيافة لإستقبال السياح، حيث تتوفر المدينة على 43 وحدة مصنفة.
الأنشطة والمناطق السياحية:
- تجربة تعلم إحدى الرياضات البحرية
- تناول السمك / المحار: بحيث عرفت مزارع تربية الأحياء المائية تطوراً كبيراً، إذ تضم جهة الداخلة 50% من الإنتاج الوطني للأحياء المائية البحرية.
- جزيرة التنين: وتسمى أيضاً جزيرة تروك، تقع على بعد 30 كلم شمال الداخلة. وهي جزيرة هادئة تقع وسط البحر، تتميز برمالها البيضاء، وتوجد بها بعض أنواع الطيور المهاجرة.
- سبخة إمليلي: تقع على بعد 100 كلم جنوب الداخلة، تتميز بوجود العديد من الجيوب المائية الدائمة، والتي تعيش فيها أنواع مختلفة من الأسماك.
- شاطئ أم البوير
- شاطئ بورتوريكو

## المناخ
جدول يوضح درجة الحرارة في مدينة الداخلة خلال سنة 2017:

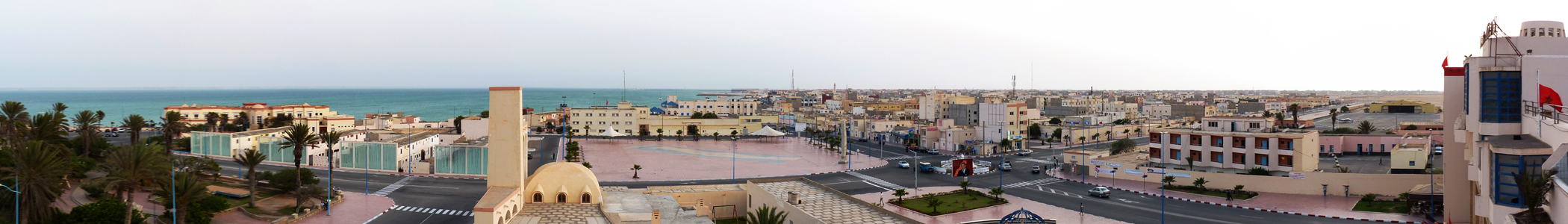

| الشهور              | يناير | فبراير | مارس | أبريل | ماي | يونيو | يوليوز | غشت | شتنبر | أكتوبر | نونبر | ديسمبر |
| ------------------- | ----- | ------ | ---- | ----- | --- | ----- | ------ | --- | ----- | ------ | ----- | ------ |
| درجة الحرارة العليا | 23    | 21     | 23   | 24    | 24  | 25    | 25     | 26  | 26    | 28     | 25    | 22     |
| درجة الحرارة الدنيا | 14    | 15     | 16   | 17    | 18  | 19    | 19     | 20  | 20    | 20     | 18    | 14     |